# Sân bay Okushiri
Sân bay Okushiri (奥尻空港 Okushiri Kūkō) (IATA: OIR, ICAO: RJEO) là sân bay nằm trên đảo Okushiri, thuộc thị trấn Okushiri, Hokkaidō, Nhật Bản.